# Hetepti
Hetepti (ḥtp.tj) es una antigua egipcia que ostentaba el título de "madre del rey" y se cree que fue la madre del rey Amenemhat IV, que gobernó a finales de la Dinastía XII del Imperio Medio de Egipto.

## Familia
Apenas conocemos nada de la "madre del rey" (mwt-nisw.t) Hetepti, excepto que pudo ser la madre del rey Amenemhat IV. Sin embargo, no se le conocen otros títulos como "hija del rey" (sȝ.t-nỉsw.t), "hermana del rey"  (snt-nisw.t) o "esposa del rey" (ḥm.t-nỉsw.t), lo que hace concluir al egiptólogo Aidan Dodson, que no era de origen real. Probablemente, Hetepti fue la cuarta esposa de Amenemhet III.
La relación entre Amenemhat III y su sucesor Amenemhat IV, nacido de Hetepti, no está clara. Amenemhat III no es conocido por sus hijos, pero sí por sus hijas. Amenemhat IV no parece ser un hijo de primer rango de Amenemhat III, pero pudo haber sido un yerno que creó el título de "madre del rey" para Hetepti cuando Amenemhat IV fue nombrado corregente menor en el último año de Amenemhat III.

## Atestiguación
Solo se la conoce por una representación en el templo de Medinet Madi, que fue construido y decorado bajo Amenemhat III y su sucesor Amenemhat IV. Allí aparece simplemente como "madre del rey", "unida a la corona blanca", "señora de las dos tierras" y "noble dama" (iry-pat) en un contexto en donde parece claro que era la madre de Amenemhat IV. Debido a que la inscripción está parcialmente destruida, es posible que falten partes de sus títulos (como el de "esposa del rey"), pero también partes de su nombre podrían estar destruidas.
Un bloque del templo de Amenemhat III en Medinet Madi menciona a Amenemhat III (nj-mꜣꜥt-rꜥ jmn-m-ḥꜣt), a Hetepti (jrjt-pꜥt; mwt-nsw; ẖnmt nfr ḥḏt ḥtp.tj) y a Neferuptah (jrjt-pꜥt; sꜣt-nsw nfrw-ptḥ).